# 40街-勞爾利街車站
40街-勞爾利街車站（英語：40th Street–Lowery Street station）是紐約地鐵IRT法拉盛線的一個慢車地鐵站，位於皇后區，設有7號線（任何時候停站）列車服務。

## 車站結構
| 月台層   |                                                  |                                       |
| 側式月台 |                                                  |                                       |
| 南行慢車 | ← 往34街-哈德遜調車場 (33街-羅森街)              |                                       |
| 尖峰快車 | ← 上午繁忙時段不停靠 ← 黃昏繁忙時段/晚上不停靠 → |                                       |
| 北行慢車 | → 往法拉盛-緬街 (46街-布利斯街) →                |                                       |
| 側式月台 |                                                  |                                       |
| 夾層     | 夾層                                             | 閘機、車站詢問處、Metrocard自動售票機 |
| Ground   | 街道層                                           | 出入口                                |

法拉盛線於1917年4月21日由皇后區廣場延長至103街-可樂娜廣場車站，並在40街設有一個慢車站。
40街的月台在1955－1956年延長以容納11節列車。
車站設有兩個側式月台和三條軌道，中央軌道在繁忙時段的尖峰方向由<7>號線快車使用。
1998年，「勞爾利」，40街在1917年的舊稱由車站和地圖上消失，但在2004年又重新使用。

## 外部連結
- 维基共享资源上的相關多媒體資源：40街-勞爾利街車站
- nycsubway.org—IRT Flushing Line: 40th Street/Lowery Street
- Station Reporter — 7 Train
- The Subway Nut — 40th Street–Lowery Street Pictures（页面存档备份，存于）
- MTA's Arts For Transit — 40th Street–Lowery Street (IRT Flushing Line)
- 40th Street entrance from Google Maps Street View（页面存档备份，存于）
- Platforms from Google Maps Street View